# Martin Albers

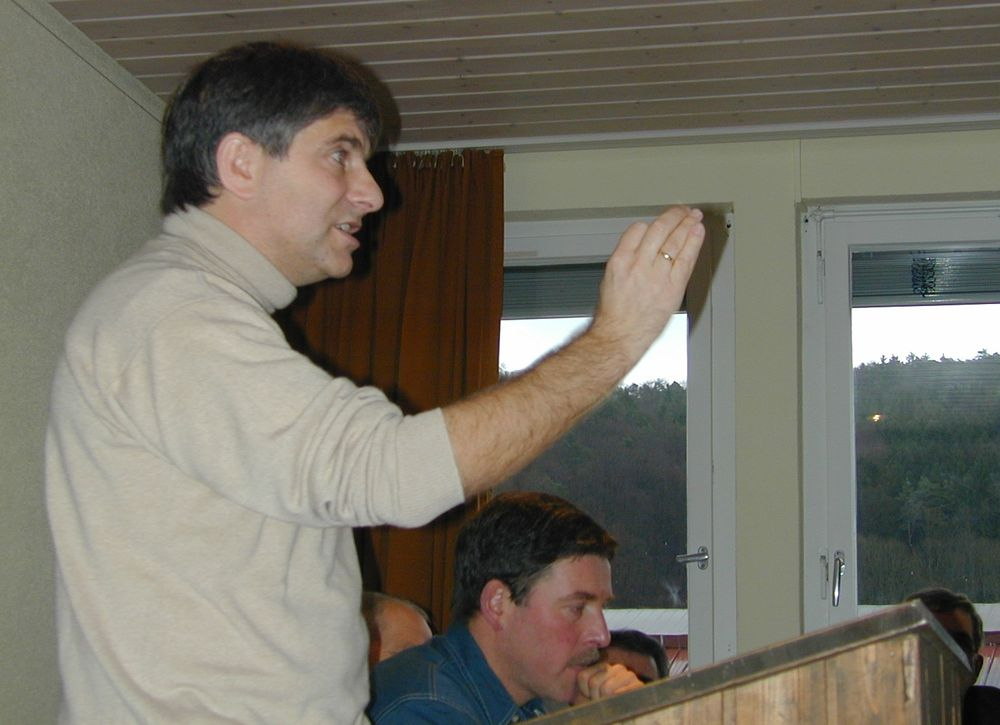
Martin Albers bei einer Bürgerversammlung der Stadt Waldshut-Tiengen 2003 in Detzeln

Martin Albers (* 13. Juni 1953) ist ein deutscher Politiker der CDU. Von 1991 bis 2015 war er Oberbürgermeister der Stadt Waldshut-Tiengen.
Als Oberbürgermeister von Waldshut-Tiengen war Albers Aufsichtsratsmitglied bei Badenova.  Zu seinem Nachfolger als Oberbürgermeister wurde Philipp Frank gewählt.
Er ist verheiratet und hat vier Kinder.

## Politische Ämter
Martin Albers ist seit 1994 Kreistagsmitglied im Landkreis Waldshut.